# Corteolona
Corteolona (Curtlòna in dialetto pavese) è una località di 2 204 abitanti e 10 km², sede del comune di Corteolona e Genzone della provincia di Pavia in Lombardia. Si trova nel Pavese meridionale, al margine del terrazzo della valle alluvionale del Po, presso la confluenza dell'Olona che scorre ad ovest del paese. 

## Storia

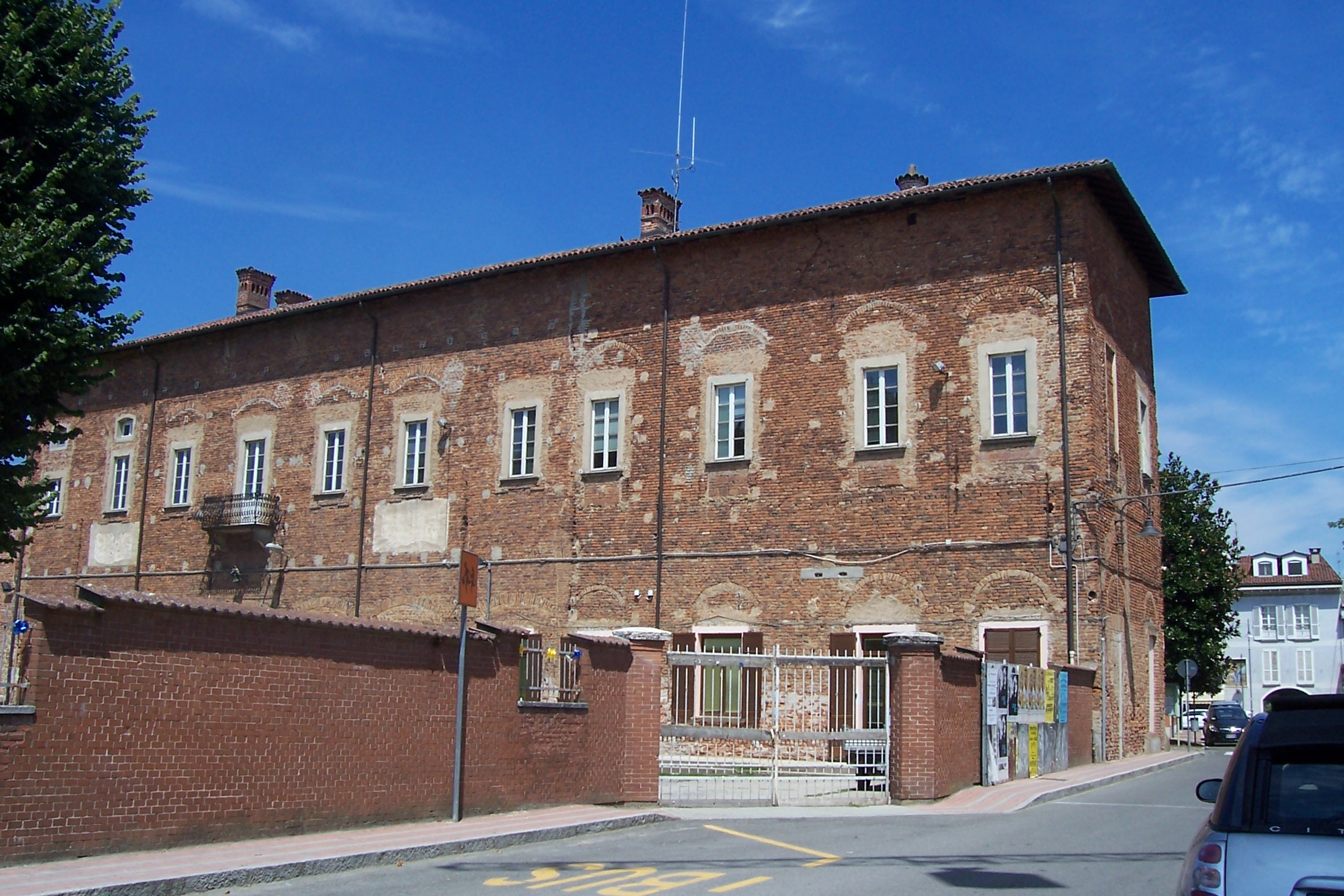
Palazzo d'Este

A 20 km sulla strada che conduce da Pavia a Cremona, anche in epoca altomedievale questo nucleo abitato era in posizione naturalmente difesa, essendo situato tra due grandi anse del Po e la valle dell'Olona.
Liutprando fece qui ampliare la residenza paterna, trasformandola in palatium suburbano e, dopo l'anno 729, vi fondò anche una chiesa e un monastero.

Corteolona nel Pavese

La testimonianza più nota dell'età liutprandea, proveniente da Corteolona è senz'altro un frammento di bassorilievo marmoreo, probabilmente un pluteo con la testa di un animale che si abbevera ad un'anfora; l'animale, in passato considerato un cavallino è ora identificato piuttosto, sulla scorta del salmo 61, con un cerbiatto o un agnello; il frammento è ora conservato nella sezione Archeologica dei Musei Civici di Pavia, insieme a tre colonne della medesima provenienza. L'altissima qualità esecutiva del frammento lo fa considerare come uno degli esempi più alti della produzione artistica nella tarda età longobarda.
Nel maggio 825 re Lotario I vi promulga tre capitolari, uno su argomenti secolari e due contenenti norme ecclesiastiche.
Al referendum istituzionale del 1946, il 53,2% degli elettori (597) di Corteolona votò per la Repubblica, contro il 46,7% (524) che votò per la monarchia.
Fino al 1º gennaio del 2016, Corteolona fu comune autonomo, per poi fondersi con l'ex comune di Genzone per formare il nuovo comune di Corteolona e Genzone.

### Simboli

Vecchio stemma comunale

(D.P.R. 26 febbraio 1976)

## Società

### Evoluzione demografica
Abitanti censiti